# Аферисты (фильм, 1990)
«Аферисты» — советский фильм режиссёра Всеволода Шиловского, снятый в 1990 году.

## Сюжет
В фильме рассказывается о группе мелких, по-своему даже симпатичных аферистов, промышляющих мошенничеством со старинными иконами. Ради этого они переодеваются художниками, священниками, гуцулами. Старые знакомые аферисты встречаются после очередных своих «приключений» поодиночке (Филимон безуспешно пытался остаться на содержании в психбольнице, альфонс «Маруся» прогнан очередной своей сожительницей, Рубик отсидел очередной срок за мелкое преступление) и сообща начинают общее дело — охоту за старинными иконами. На художника-искусствоведа, собирающего старинные иконы, их наводит знакомый Рубика костюмер киностудии Валера по прозвищу «Мармелад». Профессор-искусствовед проговаривается, что старинные иконы есть у его сестры Матрёны, живущей в деревне. По прибытии в маленький городок, неподалёку от которого находится эта деревня, аферисты маскируются под художников, чтобы незаметно изучить обстановку, «втираются в доверие» к местным жителям и органам власти. Затем, переодевшись монахами, прибывают к Матрёне с просьбой отдать им иконы для новой церкви. До поры до времени всё складывается для аферистов удачно — они ускользают от милиции, отвлекают внимание жителей (выдав себя за лектора, Филимон даже выступает на предвыборном агитсобрании колхоза) и манипулируют Матрёной — та решает отдать иконы в подмосковную церковь и едет вместе с аферистами в Москву, где, якобы, должна состояться передача икон церкви. В роли псевдоигумена выступил Валера, напросившийся на участие в натурных киносъёмках в храме. В итоге аферисты задержаны милицией при передаче икон Матрёной, обман раскрыт.
В фильме показана поздняя советская действительность времён перестройки: открытие храмов и монастырей после долгих лет гонений на церковь, расцвет самогоноварения вследствие горбачёвской антиалкогольной кампании, тотальные очереди, проведение лектором уже не актуальной политинформации, моральный упадок советской номенклатуры (сцена в сауне).

## В ролях
| Актёр                   | Роль                                            |
| ----------------------- | ----------------------------------------------- |
| Станислав Садальский    | Рубик                                           |
| Мамука Кикалейшвили     | Филимон                                         |
| Всеволод Шиловский      | «Маруся» / Сидор Поликарпович                   |
| Михаил Кокшенов         | Валерий «Мармелад»                              |
| Римма Маркова           | Матрёна                                         |
| Нина Русланова          | Саввишна                                        |
| Наталья Крачковская     | Пава                                            |
| Михаил Пресняков        | Профессор                                       |
| Вероника Изотова        | Лена                                            |
| Евгений Весник          | лектор                                          |
| Баадур Цуладзе          | Зураб Вахтангович Сидоренко, директор ресторана |
| Лев Борисов             | председатель колхоза Федюшкин                   |
| Нина Маслова            | бухгалтер                                       |
| Роман Филиппов          | дьякон                                          |
| Павел Винник            | капитан милиции                                 |
| Андрей Щербович-Вечер   | милиционер                                      |
| Владислав Демченко      | Саша                                            |
| Алексей Елизаветский    | Гриша Орлов, колхозный водитель                 |
| Евгений Москалёв        | лейтенант милиции                               |
| Вячеслав Горбунчиков    | директор гостиницы                              |
| Владимир Ферапонтов     | сержант                                         |
| Фёдор Полевич           | батюшка                                         |
| Георгий Куликов         | пенсионер                                       |
| Иван Турченков          | пенсионер                                       |
| Константин Карельских   | пенсионер                                       |
| Чеслав Сушкевич         | пенсионер                                       |
| Михаил Бочаров          | пенсионер                                       |
| Фёдор Валиков           | пенсионер                                       |
| Виктор Лазарев          | пенсионер                                       |
| М. Елашкин              | эпизод                                          |
| А. Кузьменков           | эпизод                                          |
| Мария Барабанова        | бабка в церкви                                  |
| Галина Дёмина           | бабка в церкви                                  |
| Татьяна Новицкая        | Зубатова, администратор гостиницы               |
| О. Королькова           | эпизод                                          |
| Юрий Бондарёв           | эпизод                                          |
| Александр Пермяков      | помощник Сидора Поликарповича                   |
| Игорь Класс             | сотрудник МУРа                                  |
| Николай Сморчков        | сотрудник МУРа                                  |
| Ерванд (Эрик) Арзуманян | итальянец                                       |
| Игорь Воробьёв          | милиционер                                      |
| К. Кисляков             | эпизод                                          |
| Виктор Махмутов         | собутыльник лектора                             |
| Е. Дмитриева            | эпизод                                          |
| Михаил Бирбраер         | эпизод (нет в титрах)                           |
| Леонид Тарновский       | эпизод (нет в титрах)                           |
| Герман Шорр             | эпизод (нет в титрах)                           |
| Дмитрий Калинин         | эпизод (нет в титрах)                           |
| Михаил Белинсон         | эпизод (нет в титрах)                           |
| Николай Гагарин         | эпизод (нет в титрах)                           |

## Места съёмок
- Крутицкое подворье в Москве.
- Коломна и её окрестности: сёла Черкизово (эпизод с кражей креста из церкви) и Мячково.